# Paradentalium rudoi
Paradentalium rudoi är en blötdjursart som beskrevs av Victor Scarabino 1995. Paradentalium rudoi ingår i släktet Paradentalium och familjen Dentaliidae. Inga underarter finns listade i Catalogue of Life.